# Роттер, Хорхе
Хорхе Теодоро Роттер (исп. Jorge Teodoro Rotter; род. 13 октября 1942, Буэнос-Айрес) — аргентинский дирижёр.

## Биография
Изучал композицию и дирижирование в Аргентине, в том числе под руководством Гильермо Гретцера и Франсиско Крёпфля; затем учился в Кёльнской Высшей школе музыки у Вольфганга фон дер Намера (дирижирование) и Херберта Аймерта (композиция), занимался также на Кёльнских курсах новой музыки у Карлхайнца Штокхаузена, Анри Пуссёра и Михаэля Гилена. В 1968—1976 гг. возглавлял Симфонический оркестр Росарио в Аргентине, затем вернулся в Европу и в 1976—1986 гг. руководил Зигерланд-оркестром в Германии. В 1986—1990 гг. главный дирижёр Национального симфонического оркестра Аргентины. В 1987—2010 гг. преподавал дирижирование в зальцбургском Моцартеуме.